# Sombrerete
Sombrerete ist eine ca. 25.000 Einwohner zählende Stadt im mexikanischen Bundesstaat Zacatecas; sie ist überdies Verwaltungssitz der gleichnamigen Gemeinde (municipio) mit ca. 65.000 Einwohnern. Seit dem Jahr 2010 gehört die Stadt als Teil des Camino Real de Tierra Adentro zum UNESCO-Welterbe; außerdem zählt sie zu den Pueblos Mágicos.

## Lage und Klima
Die Stadt Sombrerete liegt knapp 800 km (Fahrtstrecke) nordwestlich von Mexiko-Stadt in einer mittleren Höhe von ca. 2350 m; die Stadt Zacatecas befindet sich ca. 166 km in südwestlicher Richtung. Das Klima ist wegen der Höhenlage gemäßigt bis kühl; Regen (ca. 620 mm/Jahr) fällt ganz überwiegend im Sommerhalbjahr.

## Bevölkerungsentwicklung
| Jahr      | 2000   | 2005   | 2010   |
| Einwohner | 18.668 | 19.353 | 21.702 |

Der leichte aber stetige Bevölkerungszuwachs beruht im Wesentlichen auf der immer noch anhaltenden Zuwanderung von Familien aus den Dörfern der Umgebung.

## Wirtschaft
In der Umgebung befanden sich mehrere Minen (v. a. Silber, Blei etc.), die vom 16. bis zum 18. Jahrhundert ausgebeutet wurden. Heute spielt die Viehzucht (Rinder, Schafe, Ziegen, Schweine) die wichtigste Rolle im Leben der Gemeinde; daneben sind auch der Anbau von Getreide (Mais, Weizen, Gerste) und der Obst- und Gemüseanbau (Bohnen, Chilis, Tomaten, Kaktusfeigen, Pfirsiche, Birnen, Feigen etc.) von Bedeutung. In der Stadt selbst haben sich Kleinhändler, Handwerker und Dienstleister aller Art angesiedelt.

## Geschichte
Die Region um Sombrerete gehörte um 900 zum Stammesgebiet der weitgehend sesshaften Chalchihuiten-Indios, die jedoch in der Folgezeit von de nomadisierenden Chichimeken verdrängt wurden. Im Jahr 1555 wurde der Ort unter der Führung des Konquistadors Juan de Tolosa zur Sicherung der nahegelegenen Silberminen und des Camino Real de Tierra Adentro, der von Mexiko-Stadt zu den „Silberstädten“ des Nordens führte, gegründet. Die Bedeutung der Ansiedlung wuchs; im 17. Jahrhundert wurde hier eine Real Caja eingerichtet.

## Sehenswürdigkeiten
- Hauptsehenswürdigkeiten der Stadt sind ihre zahlreichen Kirchen, deren Entstehungszeit vom Barock bis hin zur Neoklassik reicht. Doppel- und Einturmfassaden mit einem zumeist reich dekorierten Mittelteil wechseln sich ab, doch eine belichtete Kuppel über der Vierung haben alle.

Umgebung
- Beim ca. 20 südwestlich gelegenen Ort Chalchihuites liegt die für den Norden Mexikos einzigartige prähispanische Ausgrabungsstätte von Altavista. Besonders beeindruckend ist der „Säulensaal“ mit 28 Stützen.[3]
- Ca. 15 km nordwestlich des Ortes befindet sich der Nationalpark Sierra de Órganos mit seinen teilweise bizarren Felsformationen.